# تپه شماره ۱ هفت چوبه
تپه شماره ۱ هفت چوبه مربوط به سدهٔ ۶ و ۱۰ ه.ق است و در شهرستان ورامین، بخش جوادآباد، روستای هفت چوبه واقع شده و این اثر در تاریخ ۱۲ بهمن ۱۳۸۱ با شمارهٔ ثبت ۷۴۳۰ به‌عنوان یکی از آثار ملی ایران به ثبت رسیده است.